# Buschschweine
Die Buschschweine (Potamochoerus) sind eine in Afrika lebende Säugetiergattung aus der Familie der Echten Schweine (Suidae). Es werden zwei Arten unterschieden, das
- Buschschwein (Potamochoerus larvatus) und das
- Pinselohrschwein oder Flussschwein (Potamochoerus porcus).

Diese Tiere erreichen Kopfrumpflängen von 100 bis 150 Zentimeter und ein Gewicht von 45 bis 130 Kilogramm. Während das Pinselohrschwein mit seinem rötlichen Fell, dem weißen Rückenstreifen und den Ohrbüscheln auffällig gefärbt ist, ist das Buschschwein zotteliger und unscheinbarer, hat aber eine charakteristische Mähne entlang des Nackens und Rückens.
Pinselohrschweine kommen im westlichen und mittleren und Buschschweine im östlichen und südlichen Afrika vor. Beide Arten leben in Familiengruppen und sind wie die meisten Schweine Allesfresser.
Nachdem im 19. Jahrhundert fast zwanzig Arten von Buschschweinen beschrieben worden waren, kam man im 20. Jahrhundert zu der Auffassung, dass es sich um Unterarten oder nur regionale Varianten ein und derselben Art handele. Alle Busch-, Fluss- und Pinselohrschweine wurden nun in der Art Potamochoerus porcus vereint. In den 1990er-Jahren gaben neue Untersuchungen Anlass zu der Annahme, dass es sich doch um zwei Arten handelt; dementsprechend werden heute die beiden oben erwähnten Arten unterschieden.